# Schwarzach am Main
Schwarzach am Main (prescurtat Schwarzach a. Main) este o comună târg (Markt) din  districtul rural Kitzingen, regiunea Franconia Inferioară, landul Bavaria, Germania. Localitatea se află la confluența râurilor Schwarzach și Main.